# SK Brann Kvinner
El SK Brann Kvinner (conocido anteriormente como IL Sandviken) es un club de fútbol femenino de la ciudad de Bergen, Noruega. Fundado en 1978, es la rama femenina del SK Brann.
Juega en la Toppserien, primera división del país, desde 2015. En 2022 adoptó el nombre actual.

## Palmarés
Como IL Sandviken
| Competición nacional  | Títulos | Subcampeonatos   |
| --------------------- | ------- | ---------------- |
| Toppserien (1/1)      | 2021    | 1996             |
| Copa de Noruega (1/3) | 1995    | 1991, 2018, 2021 |

Como SK Brann
| Competición nacional  | Títulos | Subcampeonatos |
| --------------------- | ------- | -------------- |
| Toppserien (1/1)      | 2022    | 2024           |
| Copa de Noruega (1/0) | 2022    |                |